# Elbe (Dolna Saksonia)
Elbe – miejscowość i gmina w Niemczech, w kraju związkowym Dolna Saksonia, w powiecie Wolfenbüttel, wchodzi w skład gminy zbiorowej Baddeckenstedt.

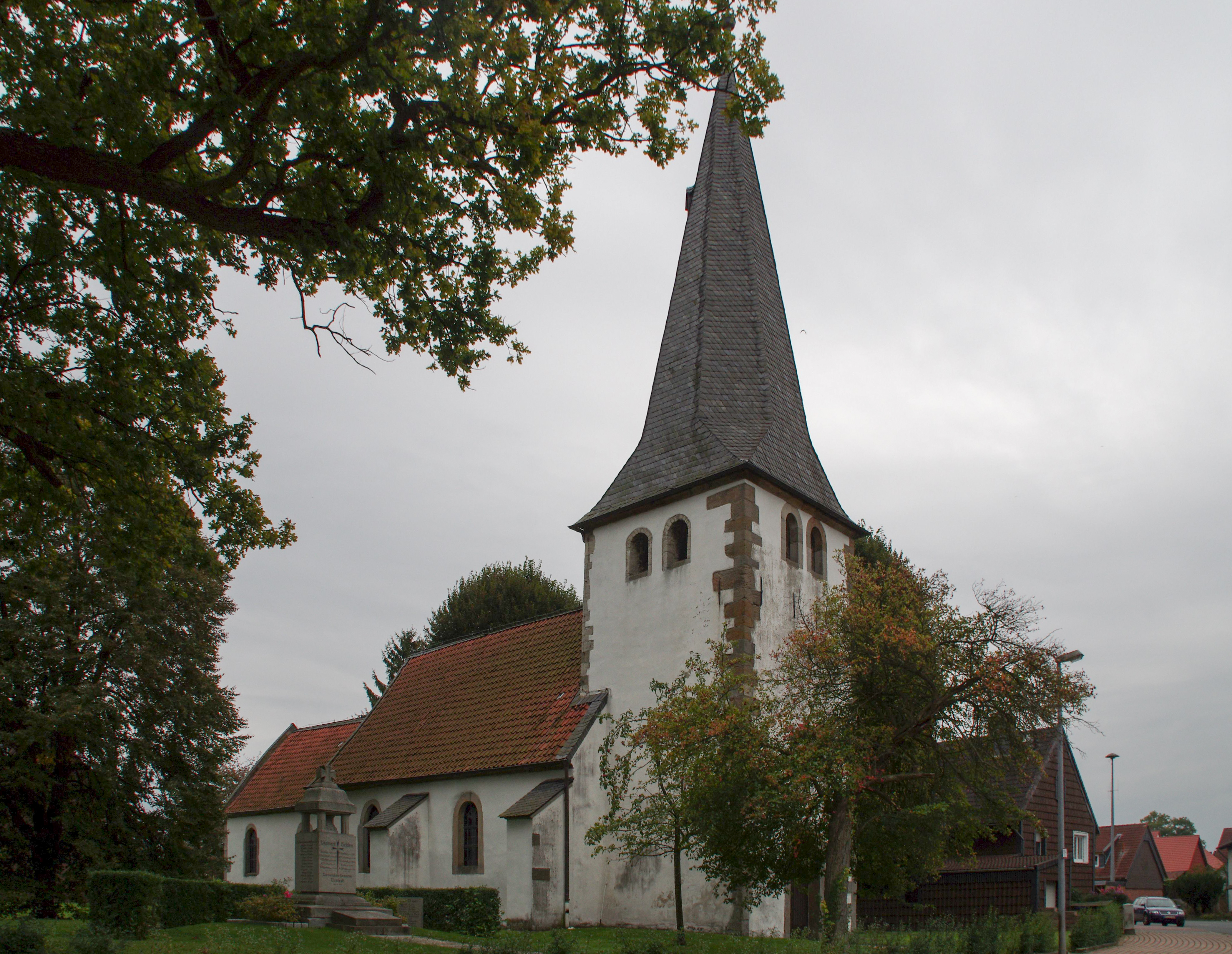
Gustedt

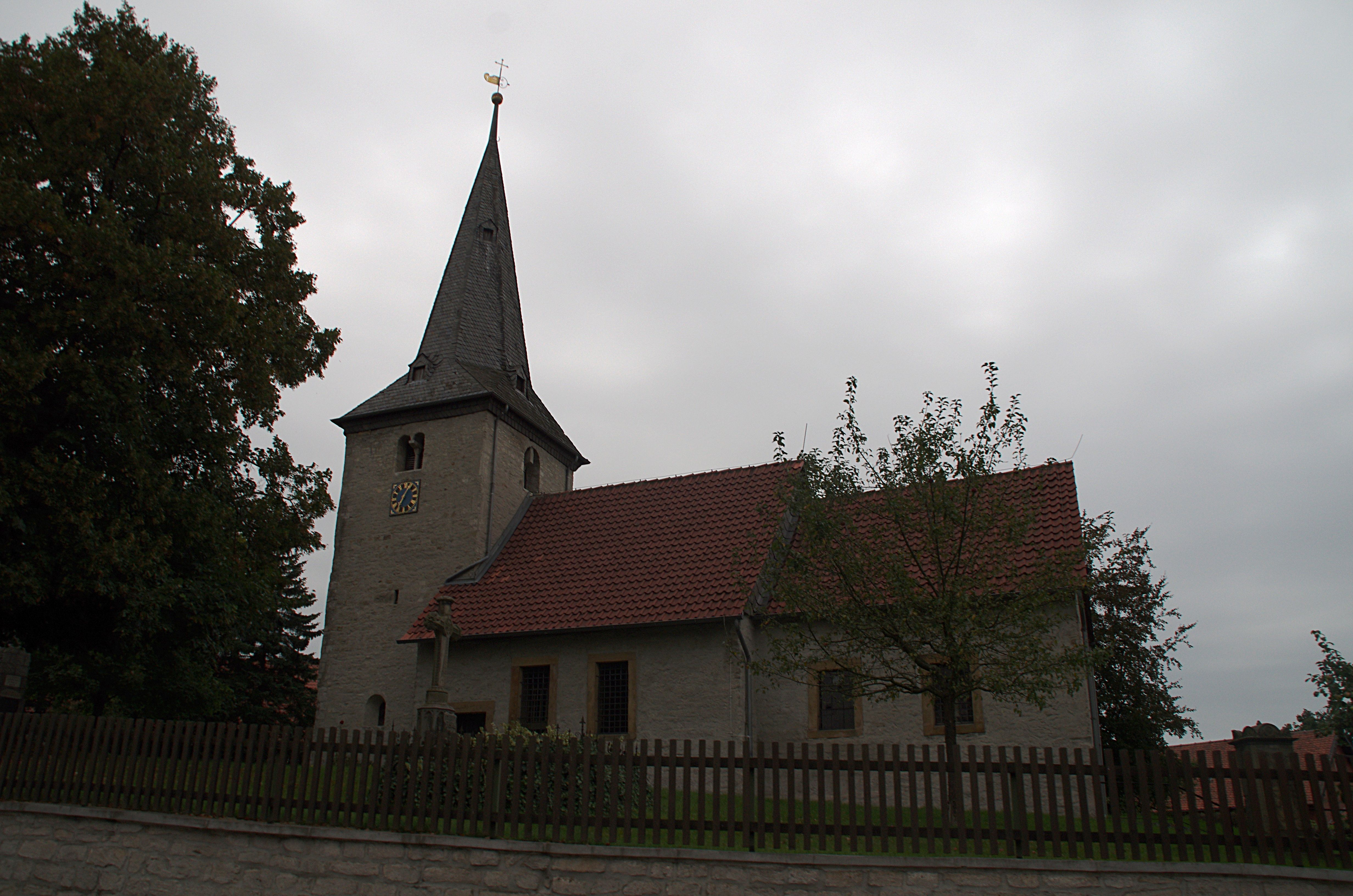
Klein Elbe